# 임지봉
임지봉(1966년 ~ , 대구광역시)은 대한민국의 헌법학자이다. 서강대학교 법학전문대학원 교수로 재직하였다.

## 학력
- ~ 1990년 : 서울대학교 사법학 학사
- ~ 1993년 : 서울대학교 대학원 법학 석사
- ~ 1996년 : 캘리포니아대학교 버클리교 법과대학원 법학 석사
- ~ 1999년 : 캘리포니아대학교 버클리교 법과대학원 법학 박사

## 경력
- 1996 ~ 1998 : 미국 캘리포니아대학교버클리교 동아시어학과 강사
- 1999 ~ 2002 : 미국 캘리포니아대학교버클리교 로스쿨 객원연구원
- 1999 ~ 2003 : 서울대학교 법과대학 강사
- 1999 ~ 2000 : 경희대학교 법과대학 전임강사
- 2000 : 참여연대 사법감시센터 실행위원
- 2000 ~ : 한국입법학회 이사
- 2000.09 ~ 2006.02 : 건국대학교 법과대학 조교수
- 2003 ~ 2004 : 사법개혁위원회 전문위원
- 2004 ~ 2005 : 국가인권위원회 국가인권정책기본계획추진기획단 위원
- 2005 ~ : 법과사회이론학회 이사
- 2005 ~ 2006 : 국가인권위원회 인권정책관계자협의회 위원
- 2005 ~ 2006 : 법무부 국적제도 태스크포스팀 위원
- 2006 : 한국교육과정평가원 법학적성시험 기초연구위원회 위원
- 2006.03 ~ 2011.02 : 서강대학교 법과대학 부교수
- 2007 ~ 2010 : 서강대학교 법학연구소 소장
- 2007 ~ 2008 : 교육인적자원부 대학자율화위원회 위원
- 2007 ~ : 한국공법학회 상임이사
- 2007 ~ : 한국헌법학회 상임이사
- 2009 ~ : 국회 입법지원 위원
- 2011.03 ~ : 서강대학교 법학전문대학원 교수
- 2011.09 ~ 2014.08 : 헌법재판소 헌법연구위원
- 2017.01 ~ 2017.12 : 한국공법학회 연구이사
- 2017.02 ~ 2021.02: 참여연대 사법감시센터 소장
- 2018.01 : 한국헌법학회 부회장
- 2018.01 ~ 2020.01: 정책기획위원회 위원
- 2018.02 ~ 2019.01: 정책기획위원회 국민헌법자문특별위원회 위원
- 2018.03 : 한국입법학회 회장
- 2019.01 : 한국공법학회 부회장
- 2019.02 ~ 2020.02: 대검찰청 검찰미래위원회 위원
- 2020.12 ~ 2021.12: 제27대 한국헌법학회 회장
- 2021 ~ 2021 : 국회 국민통합위원회 정치분과위원
- 2023.01 헌법개정 및 정치제도 개선 자문위원회 자문위원

## 상훈 및 논란
- 2008년 : 한국공법학회 신진학술상
- 2009년 : 제29회 장애인의 날 근정포장, 한국장애인 인권상
- 2022년 : 식당서 소란, 출동 경찰 뺨때린 '공수처 위원' 임지봉 벌금형

## 저서
- 《헌법 판례 정선》. 박영사. 2011년. ISBN 9788964547304
- 임지봉 글. 신동민 그림. 《법과 인권 이야기》. 책세상. 2014년. ISBN 9788970138930